# キャム・ロイガード
キャム・ロイガード（Cam Roigard、2000年11月16日 - ）は、スーパーラグビー・パシフィックハリケーンズに所属するラグビーユニオン選手。

## プロフィール
- ニュージーランド・ハミルトン出身[1]。
- ポジションはスクラムハーフ(SH)。
- 身長 183cm、体重 88kg
- ニュージーランド代表キャップは9（2025年6月現在）でラグビーワールドカップ2023のニュージーランド代表に選ばれた[2]。

## 略歴
カウンティーズ・マヌカウを経て、2021年、ハリケーンズに加入。

## 受賞歴
- 2025年スーパーラグビー・パシフィック チーム・オブ・ザ・イヤー:28回(スクラムハーフ) [4]